# Josip Kosmatin
Josip Kosmatin, slovenski kolesar, * 22. december, 1897, Ljubljana, † 11. september 1961, Ljubljana.
Kosmatin je za Kraljevino SHS nastopil na Poletnih olimpijskih igrah 1924 v Parizu, kjer je v kronometru osvojil 37. mesto, ekipa SHS pa je bila 10. Leta 1927 je osvojil drugo mesto na državnem prvenstvu Jugoslavije v cestni dirki.